# Valentí Vallès i Parera
Valentí Vallès i Parera fou un manresà fundador del Centre Excursionista Montserrat el 1922 i també el seu primer president.
Valentí Vallès va ser l'iniciador de l'escoltisme al Bages i al Berguedà a partir de l'any 1927: introduí a Manresa el moviment educatiu dels Minyons de Muntanya i Estol de Follets que aquell mateix any havia fundat a Barcelona Josep Maria Batista i Roca.
El 26 d'octubre de 1935, el Centre Excursionista de la Comarca de Bages homenatjà Valentí Vallès, "un dels homes que més han treballat en pro de l'excursionisme, la tasca del qual davant dels Minyons de Muntanya és la formació d'una joventut en l'afició a la sanitosa vida de la naturalesa".
El 1935, Valentí Vallès escrivia al Butlletí de l'entitat la filosofia dels grups que ell dirigia : "Hem defugit el contacte amb les multituds i tampoc ha estat norma de la nostra actuació el confeccionar grans programes, aplecs o ballades; hem cregut que no és així que s'educa la joventut, sinó orientant-la vers activitats que despertin l'esperit d'iniciativa". Les activitats a les quals fa referència són : les competicions i, sobretot, les activitats a l'aire lliure com ara acampades, excursions i cursos de gimnàstica.
Vallès va ser el cap dels Minyons de Muntanya fins a la Guerra Civil on trobà la mort.